# حوض محيطي

رسم بياني عرضي لحوض المحيط يظهر الظواهر الجغرافية المختلفة

من الممكن، من الناحية الهيدرولوجية، أن يقع حوض محيط بأي مكان بالأرض حيث تغطيه مياه البحار، إلا أنه من الناحية الجيولوجية تعتبر الأحواض المحيطية أحواضًا جيولوجية واقعة أسفل سطح البحر. ومن الناحية الجيولوجية يوجد مظاهر مختلفة من ناحية تشكيل الأرض تقع تحت سطح البحر مثل المنحدرات القارية, والخنادق المحيطية العميقة, وسلاسل الجبالالواقعة تحت سطح البحر (على سبيل المثال أعراف منتصف الأطلنطي) والتي لا تعتبر جزءًا من الحوض المحيطي، ولكن من الناحية الهيدرولوجية تتضمن الأحواضُ المحيطيةُ المنحدراتِ المحيطية الجانبية والبحار الضحلة.

## التاريخ
تَعتبر المراجع القديمة مثل (ex. Littlehales 1930) الأحواض المحيطية مكملة للقارات، ومع تأثير عوامل التعرية على القارات ودور الرواسب، دُفعت لتنتهي بأحواض المحيطات. ولكن الكثير من المصادر الحديثة مثل (ex. Floyd 1991) تَعتبر الأحواض المحيطية أرضًا بسيطة من البازلت وليست مكوّنة من تراكمات الرواسب، حيث إن غالبية الرواسب تتجمع في المنحدرات القارية وليس في الأحواض المحيطية المحددة جيولوجيًا.
ومن الناحية الهيدرلوجية، بعض الأحواض الجيولوجية تقع فوق وتحت سطح البحر على السواء مثل ماراكايبو في فنزويلا، بالرغم من أنه جيولوجيًا لا يُعتبر حوضًا محيطيًا لوقوعه على المنحدر القاري ووقوعه أسفل قشرة قارية.
تعتبر الأرض هي الكوكب الوحيد في المجموعة الشمسية المعروف بأن لديه مرتفعات أرضية ثنائية النمط تظهر كأنواع مختلفة من القشرة متمثلة في القشرة المحيطية والقشرة القارية. فالمحيطات تغطي 70% من سطح الأرض. ولأن المحيطات تقع تحت مستوى القارات، فهي تعتبر أحواضا رواسبية تجمع الرواسب التي نزعها التآكل من القارات والتي تعرف باسم الرواسب الفتاتية وكذلك باسم رواسب الترسيب. وتعتبر الأحواض المحيطية أيضًا مستودعات للهياكل العظمية الخاصة بالكائنات التي تفرز الكربونات وثاني أكسيد السليكونمثل الشعاب المرجانية, والدياتومات, والشعاعيات والمنخريات.
ومن الناحية الجيولوجية، يمكن أن يتغير حجم الحوض المحيطي بنشاط أو يمكن أن يكون غير نشط تكتونيًا بناءً على إذا ما كان هناك صفيحة تكتونية متحركة مرتبطة به. وتتضمن عناصر الحوض المحيطي النشط - والمستمر في الاتساع - أعراف نصف محيطية ظاهرة، وتلال أعماق جانبية، تتجه إلى الأسفل ناحية مسطحات الأعماق. وغالبًا ما تتضمن عناصر الحوض المحيطي النشط خندقا محيطيا مرتبطًا بمنطقة هبوط.
ويعتبر المحيط الأطلسي والمحيط المتجمد الشمالي مثالًا جيدًا على الأحواض المحيطية النشطة المتنامية، بينما يعتبر البحر الأبيض المتوسط متقلصًا. ويعتبر المحيط الهادئ أيضًا حوضًا محيطيًا متقلصًا نشطًا، بالرغم من احتوائه على مرتفعات منتشرة وخنادق محيطية. ولعل أفضل مثال على الحوض المحيطي غير النشط فهو خليج المكسيك والذي تكوّن في العصر الجوراسي، ولم يكن له أي نشاط سوى جمع الرواسب منذ ذلك الوقت. وكذلك يعتبر الحوض الألتياني مثالًا آخر على الأحواض المحيطية غير النشطة نسبيًا. ولا يزال الحوض الياباني في بحر اليابان، الذي تكوّن في عصر الميوسين، نشطًا تكتونيًا بالرغم من أن التغييرات المؤخرة كانت طفيفة نسبيًا.

## قراءات إضافية
- Wright, John et al. (1998) The Ocean Basins: Their Structure and Evolution (Second edition) Open University, Butterworth-Heinemann, Oxford, England, ISBN 978-0-7506-3983-5; for pay electronic version available from ScienceDirect here

## وصلات خارجية
- Global Solid Earth Topography